# Rexona
Rexona é uma marca de produtos de higiene pertencente à companhia anglo-neerlandesa Unilever, sendo a principal marca de desodorantes (desodorizantes) do mundo. 
Conhecida como Rexona no Brasil, Portugal e em vários países, a marca também é comercializada como Sure no Reino Unido e Irlanda, Degree nos Estados Unidos e Canadá, Rexena no Japão e Coreia do Sul e Shield na África do Sul. É vendido em mais de 60 países e é o atual líder de mercado no Brasil na categoria de produtos desodorantes.
A marca foi desenvolvida em 1908 pela farmacêutica Alice Sheffer, esposa do fundador da Australia’s Sheldon Drug Company.

## Filosofia da marca
A mais recente iniciativa de marketing de Rexona valoriza o movimento do dia-a-dia e a necessidade de proteção contínua. Rexona é dona da tecnologia Motionsense™, que responde aos movimentos do corpo, como a marca afirma: "Quanto mais movimento, mais proteção". O slogan atual da comunicação da marca é "Não te abandona".

## Produtos
A lista de produtos da marca se divide em:
- Motionsense™
- Benefícios Extras
- Clinical/Extra Proteção
- Teens
- Perfumes Marcantes
- Sabonetes

Os produtos estão disponíveis em vários formatos, como aerossóis, roll-ons, stick, sabonetes, e cremes.

 
Rexona com tecnologia Motionsense™ – antitranspirante com tecnologia patenteada. Sua fórmula contém microcápsulas que reagem a fricção causada pelos movimentos do corpo, liberando a fragrância e proteção extra ao longo do dia.
 
Clinical – Máxima Proteção Antitranspirante, protegendo 3X mais. Científica e dermatologicamente testado, ajuda contra o excesso de suor. Disponível no formato stick, com um aplicador em forma de difusor.
 
Proteção Antibacteriana – 10X mais proteção contra bactérias que causam o mau odor, matando 99,9% das bactérias corporais. Conta ainda com 48 horas de proteção para o corpo.

## História
- 1902: Sheldon Drug Company

Alice Sheffer foi a esposa de S. F. Sheffer, o fundador americano da Sheldon Drug Company. Eles foram para a Austrália em 1902, depois de adquirirem a fórmula do químico Dr. Sheldon. 
- 1902-1908: Pomada da Sra. Sheffer

A Sheldon Drug Compay fabricou a "Dr. Sheldon's Gin Pills" e a "New Discovery Cougn Mixture", entre outros remédios inovadores para a época. Mas a Sra. Alice Sheffer queria uma gama de produtos voltados para cuidados pessoais, que complementassem um ao outro. Ela projetou produtos que fossem acessíveis, destinados para homens e mulheres. Escolhendo ingredientes que fossem eficazes e tivessem bons perfumes: óleo de cade (óleo de zimbro), óleo de cravo, terebinto, acetato bornilo (de pinheiros), cassia, óleo de tomilho e eucalipto.
- 1908: O primeiro Rexona

Rexona foi lançado em 1908. A linha original incluía o Rexona Shaving Stick, o sabonete Rexona Hotel, o sabonete medicinal Rexona e a pomada Rexona, que se tornou o maior trunfo da empresa, com o maior volume de negócios. A pomada foi anunciada como: "Remédio confiável para todas a erupções e irritações na pele, eczema, espinhas, machucados, frieiras, mãos rachadas, ciática, coceira, pequenos sangramentos, cortes, contusões e picadas de insetos."
- 1929: Se torna parte da Unilever

Em 1929 a Sheldon Co. vendeu a gama de produtos Rexona para J. Kitchen and Sons, que se tornou parte da empresa anglo-neerlandesa Unilever. Rexona já era líder em sua categoria.
- Desde 1960

Rexona introduziu o seu primeiro desodorante nos anos 60. Foi lançado inicialmente na Finlândia, depois no resto do mundo. A marca mais tarde seria conhecida como "Degree", nos EUA. Nas décadas seguintes, Rexona se estabeleceu como uma das maiores marcas de antitranspirantes do mundo. A marca também ganhou apoio de atletas celebridades, como o campeão de tênis Steffi Graf, o time de Rugby da Nova Zelândia All Blacks, o time Sul-Africano Springboks, o canadense Darren Berrecloth - campeão de mountain bike livre, o base jumper Miles Daisher, o campeão de tênis David Nalbandian, o jogador de cricket internacional Andrew Flintoff, a equipe Lotus F1 Team™ e super estrelas do futebol como Neymar da Silva Santos Júnior e Javier Mascherano.